# Chismore Range
Chismore Range är ett berg i Kanada.   Det ligger i North Coast Regional District och provinsen British Columbia, i den sydvästra delen av landet, 3 900 km väster om huvudstaden Ottawa. Toppen på Chismore Range är 432 meter över havet, eller 15 meter över den omgivande terrängen. Bredden vid basen är 0,14 km. Chismore Range ligger på ön Porcher Island.
Terrängen runt Chismore Range är kuperad västerut, men österut är den platt. Havet är nära Chismore Range österut. Trakten är glest befolkad. 
I omgivningarna runt Chismore Range växer i huvudsak blandskog.